# Oční víčko

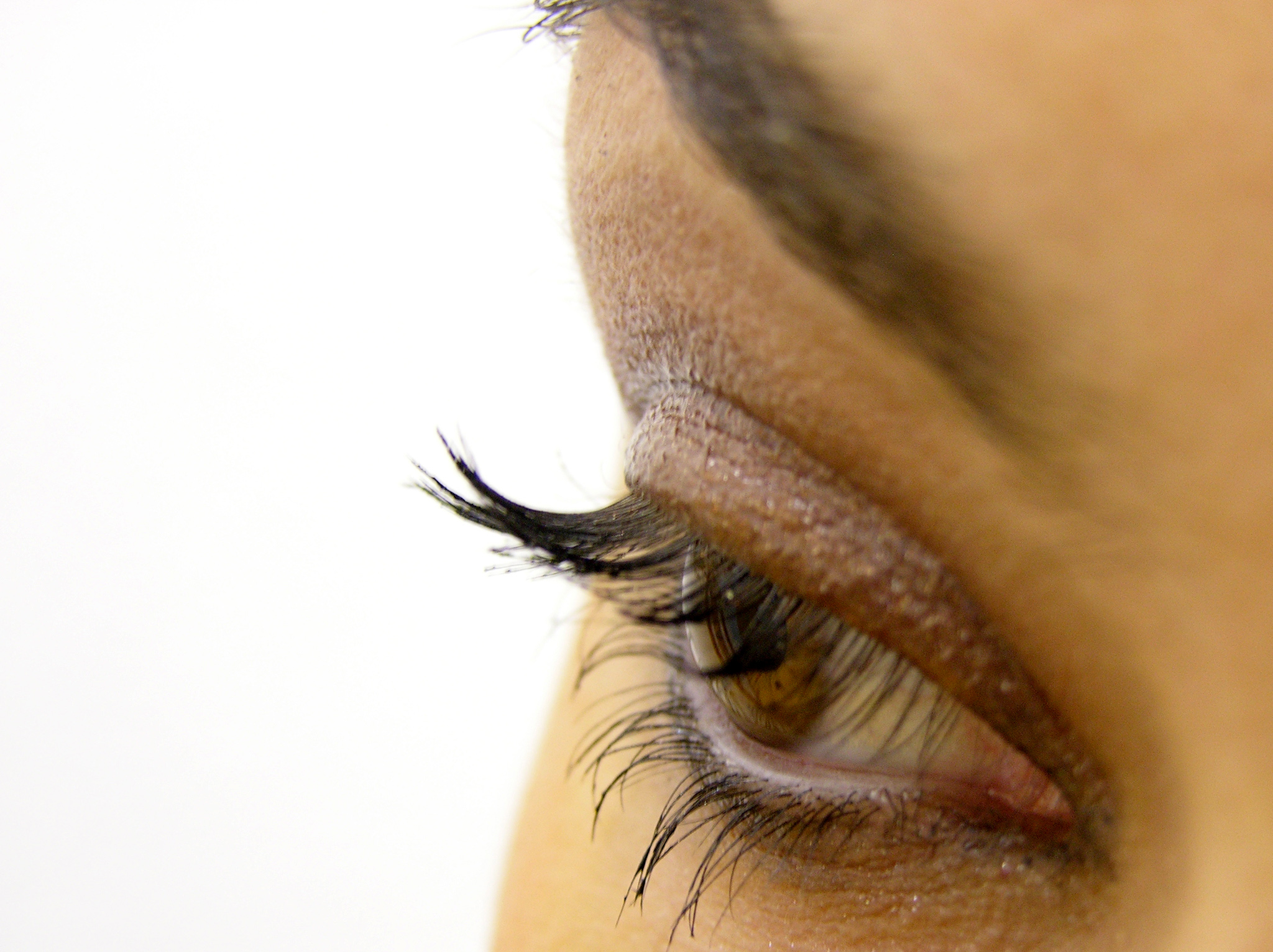
Nalíčené víčko

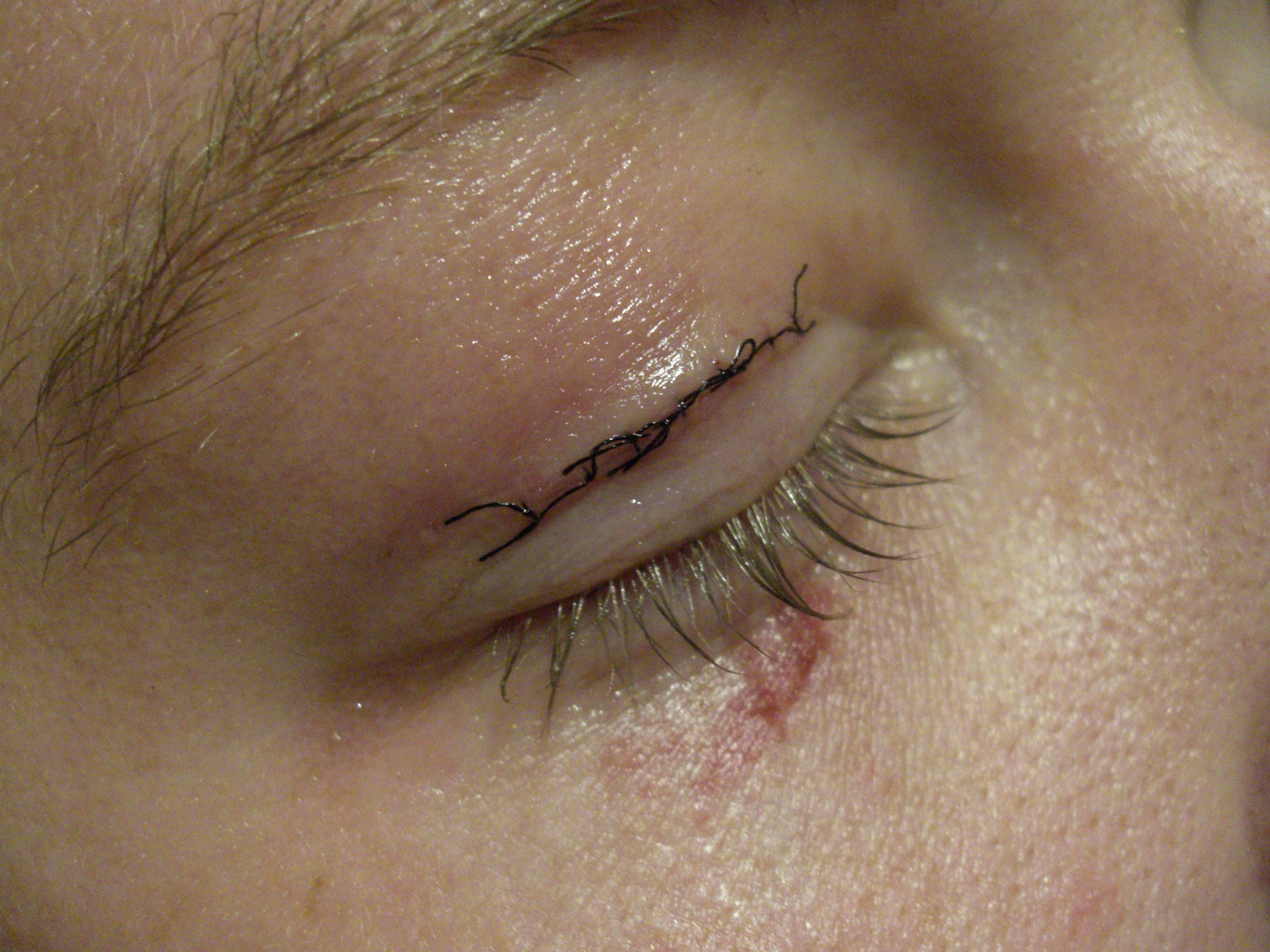
Zašité víčko natržené následkem extrémního pnutí

Oční víčko (palpebra) u člověka je párový výběžek kůže, který se pohybuje samovolně i v závislosti na vůli člověka. Jeho funkcí je ochrana oka před poraněním a nečistotami, čištění povrchu oka a regulace světla dopadajícího na sítnici.
Základem víčka je tuhá vazivová tarzální ploténka (tarsus). V tarzální ploténce jsou uloženy mazové žlázy, které produkují maz, ten je součástí slzného filmu. Víčko na jednom oku je rozděleno na dolní víčko (palpebra inferior) a horní víčko (palpebra superior). Při zavření se setkávají přibližně uprostřed oka. Místo, kde se spojují, se nazývá vnitřní a zevní koutek. Vnitřní koutek obsahuje slzný kanálek, ze kterého odtékají slzy. Na obličejové straně je oční víčko pokryto jemnou citlivou kůží. Vnitřní strana víčka je pokryta víčkovou spojivkou. Mezi kůží a tarzální ploténkou je mimický sval otevírající a zavírající oční štěrbinu (kruhový oční svěrač).
Spodní i horní víčko je zakončeno řasami, které chrání oko před prachovými částicemi a nadměrným oslněním. Pohyb horního víčka zajišťuje zvedač horního víčka.

## Poranění
V některých případech může dojít k ochrnutí zvedače horního víčka. Při neopatrné manipulaci či extrémním namáhání může být víčko protrženo nebo natrženo, což vyžaduje chirurgický zákrok (šití). Jelikož je víčko zásobeno hustou sítí vlásečnic, při natržení rána značně krvácí.